# El Mosquito (Madrid)
El Mosquito fue un periódico editado en la ciudad española de Madrid entre 1864 y, al menos, 1869, en dos épocas discontinuas.

## Historia
El periódico apareció con el subtítulo «periódico zumbón, picante y musical hasta cierto punto». Editado en Madrid, se imprimió primeramente en la imprenta de C. Moliner y Compañía. Su primer número apareció el 26 de junio de 1864, según el Boletín Bibliográfico del 1 de julio de dicho año. Contaba con ejemplares de cuatro páginas, que presentaban unas dimensiones de 0,184x0,120 m. Su publicación se habría suspendido a mediados de 1865, según Hartzenbush. Reapareció en una segunda época iniciada en noviembre de 1868 y seguía publicándose al menos a fecha de febrero de 1869.
Estuvo dirigido por Manuel del Palacio y entre sus redactores se encontraron nombres como los de Adolfo Llanos y Alcaraz, José María Nogués, Saturnino Palacios, Juan Pérez de Guzmán, Ricardo Puente y Brañas y Ramón Rodríguez Correa.